# 渥太華醫院
渥太華醫院是位於加拿大安大略省渥太華的醫院系統，由慈恩醫院（Grace Hospital；已關閉）、渥太華河畔醫院、渥太華全科醫院及渥太華市民醫院合併而成。該系統附屬於渥太華大學，其三所分院均為非牟利公立教學醫院（渥太華大學心臟科醫院位於渥太華全科醫院）。
渥太華市民醫院設有創傷中心，為安大略省東部及魁北克省南部地區提供服務。該地區的另一個創傷中心是東安省兒童醫院，僅收治青少年就診者。
渥太華醫院癌症中心設於渥太華全科醫院。

## 轄下醫院

### 渥太華河畔醫院
渥太華河畔醫院（Riverside Hospital of Ottawa），正式稱為渥太華醫院河畔分院（The Ottawa Hospital - Riverside Campus），是渥太華醫院的三所分院之一，也是唯一一所不提供住院服務且沒有急症室的分院。該分院在週一至週五日間提供門診治療及手術。
渥太華河畔醫院於1967年啟用，位於河畔徑近今渥太華全科醫院及東安省兒童醫院處。1998年4月1日，該院與渥太華市民醫院及渥太華全科醫院合併為渥太華醫院。
該院旁有渥太華公車局河畔站。

## 外部連結
- Ottawa Hospital Foundation （页面存档备份，存于）
- OH Kidney Research Centre （页面存档备份，存于）